# Епископ нишки Никанор
Никанор (световно Никола Ружичић; Свилеува, 15/27. април 1843 — Београд, 16/29. октобар 1916) био је епископ жички од 1886. до 1889. и нишки од 1898. до 1911. године.

## Биографија
Рођен је 15/27. априла 1843. у Свилеуви од родитеља Григорија и Јелене. Отац му је био свештеник, а по мајчиној линији је потомак Карађорђевог устаничког војводе попа Луке Лазаревића. Завршио је основну школу у свом селу, нижу гимназију у Шапцу, богословију у Београду (1863) и Духовну академију у Кијеву (1875).
Као удовац замонашио се у манастиру Букову и био предавач београдске Богословије, потом 1883. и ректор. У српско-турском рату био је војни свештеник. Професорски испит је положио 1881, а две године доцније постао је ректор богословије. Био је од 1883. редовни члан Српског ученог друштва, као и члан утемељач Српског археолошког друштва.
На положају ректора га је затекао избор за епископа жичког 4. маја 1886. Након умировљења 28. маја 1889, с обзиром да је био представник „напредњачке“ јерахије митрополита Теодосија Мраовића, у Јени и Тибингену је студирао филозофију и теологију.
До поновног активирања живео је у Загребу, Дубровнику и Цетињу. Од 1892. почасни је члан Српске краљевске академије.
За епископа нишког изабран је 17/29. априла 1898. и то је био све до 1911. Био је од 1901. до 1903. члан Сената Краљевине Србије.
Умро је у Београду 16/29. октобра 1916. године.
Додељен му је Орден Таковског крста, Орден Милоша Великог, Краљевски орден Белог орла, Орден Друштва црвеног крста, Краљевски орден Карађорђеве звезде, Орден књаза Данила I, знак Православног камчатског братства, Споменица 40. годишњице Светоандрејске скупштине и знак српског сенатора.